# 朱龙生
朱龙生（1951年1月—），男，汉族，江苏南京人，中华人民共和国政治人物，曾任中共泰州市委书记、泰州市人大常委会主任，江苏省人大常委会副主任，中共十七大代表。